# 向陽 (名古屋市)
向陽（こうよう）は、愛知県名古屋市千種区にある町名。現行行政地名は向陽一丁目と向陽町1丁目から向陽町3丁目。住居表示は向陽一丁目が実施済み、向陽町1丁目から向陽町3丁目が未実施。

## 地理
名古屋市千種区の中央部に位置し、向陽の南に池下、向陽の北と西に高見、向陽町の南に池下町、向陽町の東に西山元町、向陽町の北に田代町が接する。
向陽一丁目の西端は名古屋市営地下鉄東山線池下駅北側にあたり、飲食店などが点在している。向陽一丁目の東側や向陽町は住宅地が多くを占めている。

## 歴史

### 町名の由来
かつて当地にあった「向陽館」の名による。向陽館は東鮓本店により1930年（昭和5年）、開業した料亭。敷地は3,000坪にも及び、後の向陽町の総面積の約6割を占めていたともされる。向陽館は1943年（昭和18年）に企業整備令により閉鎖。陸軍に接収され、司令部として使用されたために空襲の目標の一つとなり焼失した。

### 沿革
- 1945年（昭和20年）9月20日 - 千種区田代町字蝮池上、字岩谷、字越前・池下町の各一部より、同区向陽町が成立[4][5]。
- 1980年（昭和55年）11月23日 - 田代町・向陽町・千種町・高見町の各一部より、向陽一丁目が成立[6][5]。

## 世帯数と人口
2019年（平成31年）1月1日現在の世帯数と人口は以下の通りである。
| 町丁・丁目 | 世帯数  | 人口    |
| ---------- | ------- | ------- |
| 向陽町     | 724世帯 | 1,458人 |
| 向陽一丁目 | 189世帯 | 311人   |
| 計         | 913世帯 | 1,769人 |

## 学区
市立小・中学校に通う場合、学校等は以下の通りとなる。また、公立高等学校に通う場合の学区は以下の通りとなる。
| 町丁・丁目 | 番・番地等 | 小学校               | 中学校               | 高等学校 |
| ---------- | ---------- | -------------------- | -------------------- | -------- |
| 向陽町     | 全域       | 名古屋市立高見小学校 | 名古屋市立若水中学校 | 尾張学区 |
| 向陽一丁目 | 全域       | 名古屋市立高見小学校 | 名古屋市立若水中学校 | 尾張学区 |

## 施設
- 蝮ヶ池八幡宮 - 向陽一丁目にある八幡宮[2][7]。
- 瑞光寺 - 向陽一丁目にある真宗大谷派の寺[1]。
- パーフェクト リバティー教団 名古屋中央教会 - 向陽一丁目にある[1]。

## その他

### 日本郵便
集配を担当する郵便局は以下の通りである。
| 町丁   | 郵便番号 | 郵便局     |
| ------ | -------- | ---------- |
| 向陽   | 464-0061 | 千種郵便局 |
| 向陽町 | 464-0062 | 千種郵便局 |

### WEB
1. 1 2  “町・丁目(大字)別、年齢(10歳階級)別公簿人口(全市・区別)”.   名古屋市 (2019年1月23日). 2019年1月23日閲覧。
2. 1 2  “郵便番号”.  日本郵便. 2019年1月6日閲覧。
3. 1 2  “郵便番号”.  日本郵便. 2019年1月6日閲覧。
4. ↑  “市外局番の一覧”.   総務省. 2019年1月6日閲覧。
5. ↑  “千種区の町名一覧”.   名古屋市 (2015年10月21日). 2019年1月12日閲覧。
6. 1 2  名古屋市千種図書館 (2020年4月30日). “名古屋市千種区の覚王山付近にあった料亭「向陽館」について知りたい。”. レファレンス協同データベース.   国立国会図書館. 2020年9月3日閲覧。
7. ↑  “市立小・中学校の通学区域一覧”.   名古屋市 (2018年11月10日). 2019年1月14日閲覧。
8. ↑  “平成29年度以降の愛知県公立高等学校（全日制課程）入学者選抜における通学区域並びに群及びグループ分け案について”.   愛知県教育委員会 (2015年2月16日). 2019年1月14日閲覧。
9. ↑  郵便番号簿 平成29年度版 - 日本郵便. 2019年01月06日閲覧 (PDF)

### 書籍
1. 1 2 3 4  蟹江和子 & 松岡武美 1989, p. 1466.
2. 1 2  角川書店 1992, p. 103.
3. 1 2  河合真吾 2015, p. 17.
4. ↑  千種区制施行50周年記念事業実行委員会 1987, pp. 140–141.
5. 1 2  角川書店 1992, p. 733.
6. ↑  千種区制施行50周年記念事業実行委員会 1987, pp. 144, 147.
7. ↑  千種区制施行50周年記念事業実行委員会 1987, p. 430.